# Ostrów (województwo wielkopolskie)
Ostrów – wieś w Polsce położona w województwie wielkopolskim, w powiecie kolskim, w gminie Olszówka.
| SIMC    | Nazwa            | Rodzaj    |
| ------- | ---------------- | --------- |
| 0290297 | Helenów          | część wsi |
| 0290305 | Józefów Szuberta | część wsi |
| 0290311 | Ostrów-Kolonia   | część wsi |
| 0290328 | Wilhelmów        | część wsi |

W latach 1975–1998 miejscowość położona była w województwie konińskim.